# Мая Горчева
Мая Стоянова Горчева е българска литературна историчка, доцент в УниБИТ.

## Биография
Родена е на 6 октомври 1968 г. в Етрополе. Завършва Българска филология в Софийския университет „Св. Климент Охридски“. Доктор по филология с дисертация на тема „Аспекти на междутекстовостта в българската проза на 30-те години: цитатът като пародийна и текстоизграждаща стратегия“ (2003).
Асистент (1999), старши асистент (2001), главен асистент (2004) и доцент (2012) по нова българска литература във филиала на Пловдивския университет „Паисий Хилендарски“ в Кърджали.
Лектор е по български език и култура в университета „Жан Мулен“ – Лион 3, Франция (2006 – 2009).
От юли 2017 г. е доцент в УниБИТ, където води курсовете „Литература и журналистика“ и „Социология на литературата“, въведени от проф. Яни Милчаков, както курса върху „Европейска цивилизация“ след проф. Георги Василев.

### Монографии
- Убежищата в писането на Яна Язова: изнурителното детство на литературните митове (2003 – 2011). ISSN 1313 – 4124 (online)
- Между текста и цитата. София: Сема РШ, 2004, 158 с. ISBN 954-8021-29-3
- За българската проза от 30-те години на ХХ век. София: Авангард Прима, 2005, 185 с. ISBN 954-323-083-8
- „Иконите спят“ от Гео Милев: превъплъщенията на модерната душа. Велико Търново: Фабер, 2006, 119 с. ISBN 954-775-688-5
- Как се прави авангард. Литературните проекти на Гео Милев от „Лира“/„Изкуство“ до „Везни“. Liternet, 2008. ISBN 978-954-304-322-4
- Деликатните настроения на Борис Априлов. 2012.
- „По стародавни мотиви...“: Следите на народната песен в модерната българска литература. София: Карина – Мариана Тодорова, 2013, 224 с. ISBN 978-954-315-076-2
- Новите български книги: Успехът на обитаването. София: Гея-Либрис, 2014. ISBN 978-954-300-142-2
- „Вселената е крайна и все пак няма граници“: физика и поезия. Есета. София: Small Stations Press, 2019, 228 с. ISBN 978-954-384-102-8.
Електронна публикация: „Вселената е крайна и все пак няма граници“: Ранният опит на физиката от „книгите на Поликаров“ и литературното творчество на късния Цветан Марангозов. Есета Архив на оригинала от 2020-04-06 в Wayback Machine.. – Littera et Lingua. Series Dissertationes 12. Ред. Д. Григоров, А. Бояджиев. Факултет по славянски филологии, СУ „Св. Климент Охридски“. 2019. ISSN 1314 – 3352

### Съставителство
- Яни Милчаков – дипломация, социология, стихознание (изследвания и материали). София: За буквите – О писменехъ, 2018, 506 с. ISBN 978-619-185-344-1

### Редакция
- Борис Сергинов, Дизайн: диалог и монолог. Факти, методи, прогнози. София: изд. НБУ, 2015. ISBN 978-954-535-859-3
- Мюмюн Тахиров, Въведение във философията на изкуството. София: За буквите – О писменехь, 2019. ISBN 978-619-185-361-8; ISBN 978-619-185-362-5 (e-book, pdf, CD)
- Жан-Мари Клинкенберг, Курс по обща семиотика. Прев. Красимир Кавалджиев. София: Сонм, 2019. ISBN 978-619-7500-05-9

### Преводи
- Ролан Барт. Системата на модата. Превод от френски Мая Горчева. Под научната редакция на Жана Дамянова. Предговор Жана Дамянова. С., ИГ Агата-А, 2005, 396 с. ISBN 954-540-042-0